# زتا اسکنه
زتا اسکنه یک ستاره است که در صورت فلکی اسکنه قرار دارد.